# Mazda 323F

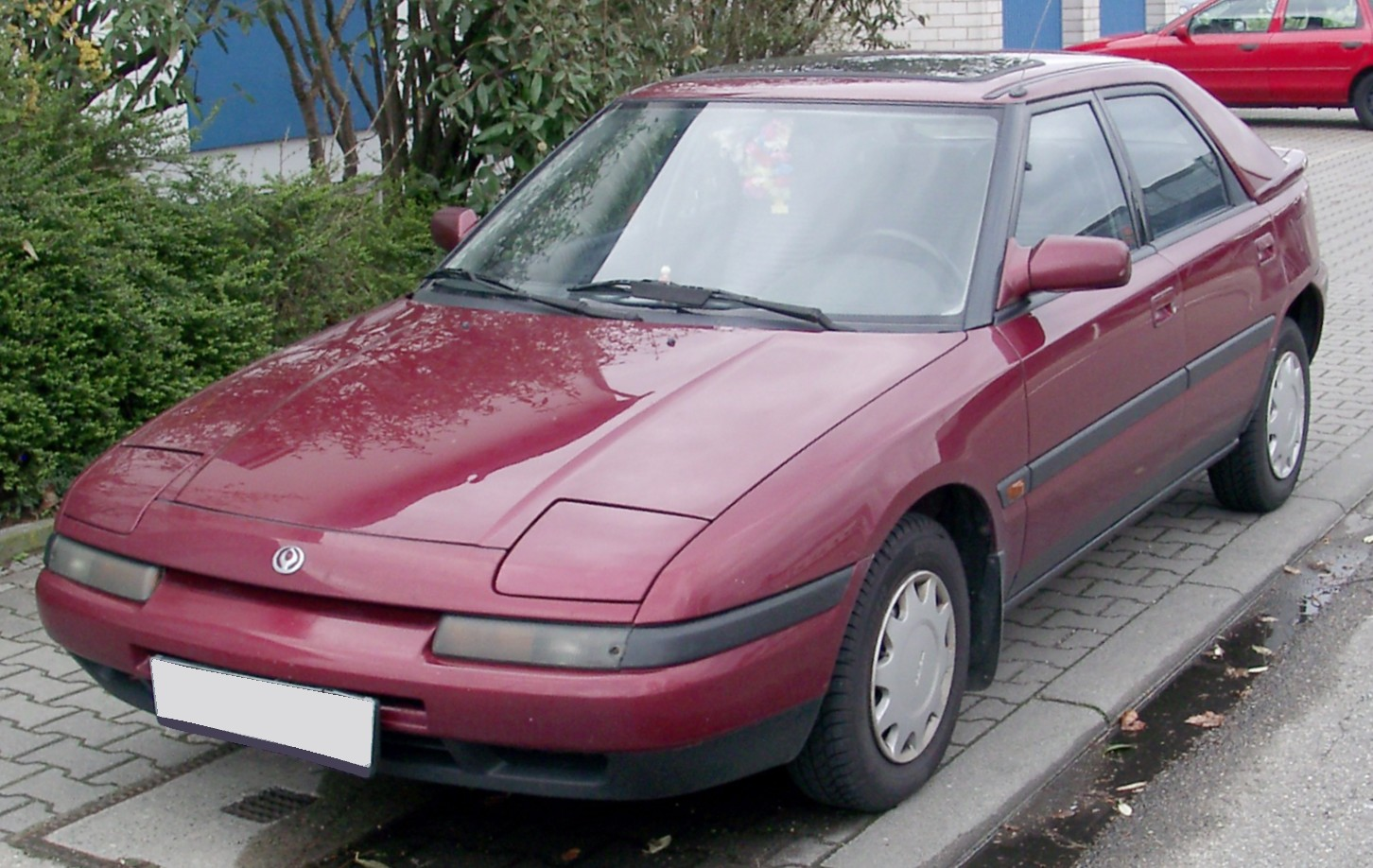
Mazda 323F

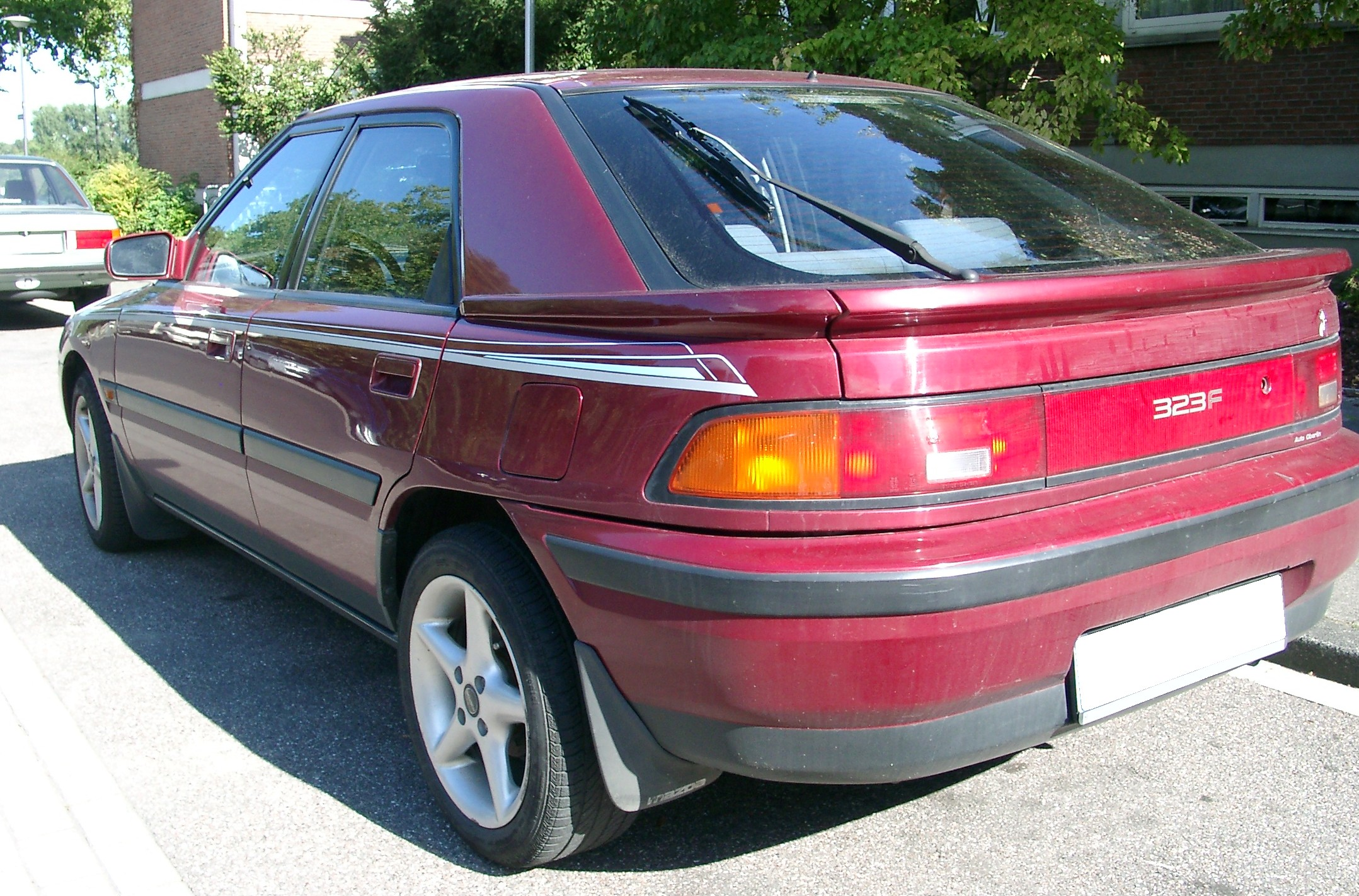
Mazda 323F

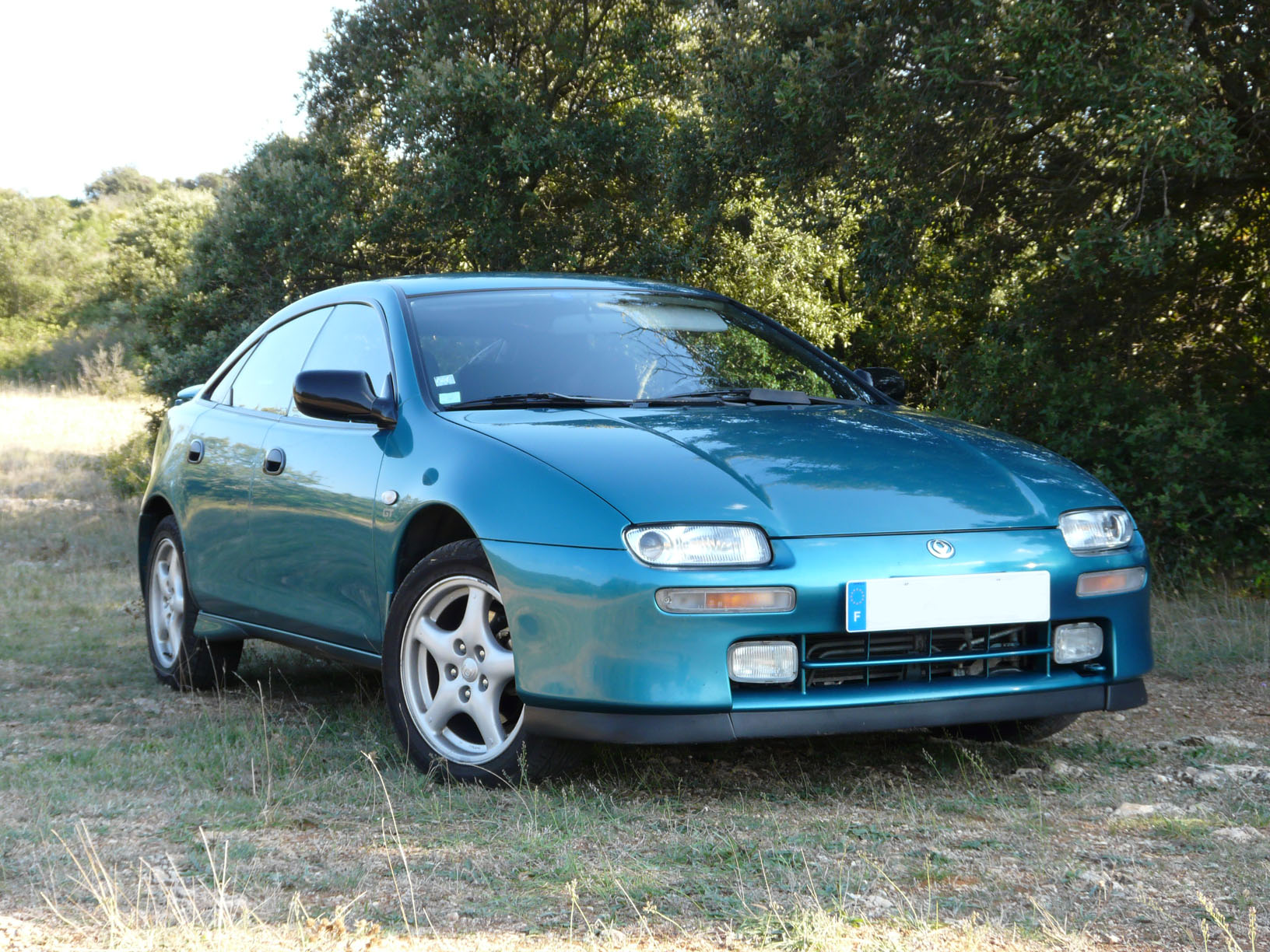
Mazda 323F V6 (Europaversionen 323F Astina)

Mazda 323F (också känd som Mazda Familia Astina eller Mazda 323 Astina) är en sportkupé som tillverkades från 1989. Den tillverkades med samma teknik som i Mazda 323 och med samma växellåda och motor, dock en helt annan kaross. Modellen har 1,5-, 1,6i- SOHC eller 1,8i-liters SOHC-106hk/DOHC-131hk 4-cylindrig motor. 1,8L-motorn ingår i BP-familjen som förekommer i flera mazdamodeller. Den hade från start även katalysator, och det finns även taklucka, elhissar och centrallås. Dessa modeller är kända för sina pop-up-strålkastare.
1995 kom en sportigare version av 323F i flera motorstorlekar, där det japanska namnet Mazda Lantis inte gärna kunde rosa den svenska marknaden. Den vassaste hade en 2,0 liters V6-motor med vinge och dubbelt utblås bak.